# 508
508 (DVIII, na numeração romana) foi um ano bissexto do século VI do Calendário Juliano, da Era de Cristo, as suas letras dominicais foram F e E (52 semanas), teve início a uma terça-feira e terminou a uma quarta-feira.
| Ano completo                          |
| ------------------------------------- |
| Ano bissexto com início à terça-feira |